# Disney's Animal Kingdom Villas
Disney's Animal Kingdom Villas is een Disney Vacation Club Resort in het Walt Disney World Resort in Lake Buena Vista, Florida, dat wordt beheerd door The Walt Disney Company. De opening van Disney's Animal Kingdom Villas was in 2007. Het resort kan alleen worden bezocht door leden van de Disney Vacation Club. Echter, wanneer de kamers niet allemaal bezet zijn, kunnen ook andere gasten in de kamers verblijven.